# Musée de l'aviation militaire de Payerne
Le musée de l'aviation militaire de Payerne "Clin d'Ailes" présente à son public des avions militaires suisses de la génération des réacteurs et turbines. Il est situé sur la base aérienne de Payerne en Suisse. Il montre une douzaine d'avions et hélicoptères dans deux halles d'exposition. Pendant deux à trois semaines de service de vol, le musée présente un Mirage III DS en vol.

## Historique[1]
Le programme Armée 95 conduisit l'avion Hunter à la retraite du service et, simultanément, l'Escadrille Aviation 5 à sa disparition à la fin de l'année 1994. Pour sauver un des vénérables Hawker Hunter de sa démolition, le 19 novembre 1994, quelques pilotes de milice passionnés fondent l'association "La Cinquième Escadrille" et s'adressent à l'Armée suisse. Grâce au soutien des Forces aériennes suisses et du département militaire du canton de Vaud, l'association se voit attribuer le Hunter J-4078 dans le courant de l'année 1995. Cet avion a été entreposé durant sept ans dans une ancienne menuiserie à Arnex-sur-Orbe, entouré de nombreux équipements : réacteurs, sièges éjectables, matériel des troupes au sol et souvenirs des escadrilles. Par la suite, le DH-100 Vampire immatriculé J-1055, installé pendant plus de 20 ans dans l'enceinte du musée militaire vaudois à Morges, fut remis à l'association.
Déjà en 1988, le désir pour des locaux plus spacieux se manifestait et les discussions entamées avec la Direction de l'aérodrome et le Commandement des Forces aériennes pour trouver une solution pour un musée sur le terrain de la base aérienne de Payerne rencontrèrent un accueil favorable. Pour soutenir les efforts du futur musée, dont le projet était en train d'être développé, une nouvelle association de soutien du musée, "Espace Passion" était fondée. Cette année-là encore, le Vampire J-1157, longtemps exposé dans la zone industrielle d'Aigle, était offert à "La Cinquième Escadrille". Sa restauration s'était achevée grâce au formidable engagement des membres de l'association Espace Passion.
Une année plus tard, à la demande du département fédéral de la défense, de la protection de la population et des sports (DDPS), et afin de mener à bien le projet de construction du nouveau musée, « La Cinquième Escadrille » a constitué le 10 mars 1999 la Fondation du musée de l'aviation militaire de Payerne. Le Conseil de fondation, présidé par Claude Nicollier, composé de membres de « La Cinquième Escadrille », d'enthousiastes de l'aviation militaire suisse et de son patrimoine ainsi que des représentants des Forces aériennes, a été chargé de la construction du musée. En 2002, le nom « Clin d'Ailes » a été choisi à l'issue d'un concours destiné à la jeunesse. Bastien Bornand, âgé de 12 ans et habitant Arnex-sur-Orbe, a proposé ce nom qui a immédiatement fait l'unanimité du jury. Le logo, quant à lui, a été créé par Robert Rausis, graphiste. En même temps, la construction du nouveau musée de l'aviation militaire de Payerne et des aménagements intérieurs ont commencé, ainsi que la poursuite des travaux de restauration des avions.
Finalement, le 25 avril 2003, le musée Clin d'Ailes a été inauguré. Six avions occupent alors la superbe halle d'exposition : un Vampire DH-100, un Vampire Trainer DH-115. un Venom DH-112, un Hunter Mk.58, un Hunter Trainer TMk.68 et un Mirage III-S. En octobre, la collection du musée s'enrichit d'un hélicoptère Alouette 2, offert par les Forces aériennes. Une année après l'ouverture du musée, la restauration du simulateur Mirage (SIMIR) est achevée et les premières démonstrations peuvent se dérouler. Le Hunter Trainer J-4203 recevait son immatriculation civile HB-RVW et effectua son premier vol le 18 mai. En 2006, la Fondation recevait des Forces aériennes un Mirage III-RS, le R-2177, ainsi qu'un Mirage III-DS biplace, le J-2012. Le 4 novembre de la même année, une cérémonie officielle scelle le jumelage entre Clin d'Ailes et le musée européen de l'aviation de chasse (MEAC) de Montélimar.
Le 16 septembre 2008, en grande première mondiale, a eu lieu le premier vol d'un passager civil à bord du Mirage III-DS biplace du musée, avec l'immatriculation civile HB-RDF. En 2011, le Conseil de Fondation établit un projet pour agrandir le musée et commence à rechercher des sponsors pour le financement. Une année plus tard, le financement est déjà assuré et les travaux commencent en 2013. Le 1er mai 2015, la nouvelle halle d'exposition était inaugurée et la nouvelle muséographie présentée.

## Exposition
Le musée de l'aviation militaire de Payerne, "Clin d'Ailes" présente l'aéronautique militaire suisse de la deuxième moitié du XXe siècle. Du Vampire au Mirage III, en passant par le Venom et le Hunter, autant de belles et performantes machines exprimant les rapides progrès en matière d'aérodynamisme, des matériaux utilisés et des systèmes d'armes. L'exposition comprend dix avions et deux hélicoptères, ainsi que des simulateurs, des réacteurs, des armes et des sièges éjectables.

### De Havilland DH-100 Vampire Mk. 6
L'appareil J-1157 en exposition au musée a été construit sous licence à Emmen et a effectué son premier vol le 14 mai 1952. Offert à "La Cinquième Escadrille" en 1998, il a été transporté à Arnex-sur-Orbe où il a été restauré et inauguré le 24 juin 2000. Il a été transporté à Payerne en octobre 2002 et offert à la fondation.
L'avion J-1156, placé sur un support, a été offert au musée Clin d'Ailes le 25 avril 2003 par la base aérienne de Payerne à l'occasion de la journée d'inauguration du musée.

### De Havilland DH-115 Vampire Trainer Mk. 55
L'appareil U-1211 en exposition au musée a volé en Suisse de 1958 à 1990. Lors de son utilisation dans les Forces aériennes, ce avion a été équipé de caméras et a servi au tournage de nombreux films. Acheté aux Forces aériennes lors d'une vente aux enchères le 23 mars 1991 par un groupe  de pilotes et passionnés, il a attendu son heure sur le tarmac de Sion, avant qu'il soit offert au musée. Il a été transporté à Payerne en 2000 et restauré en 2001.

### De Havilland DH-112 Venom Mk. 1
Le J-1584 a effectué son premier vol le 21 mars 1955. Retiré du service de vol en 1984, il a été acheté aux Forces Aériennes par M. Eric Chardonnens et a attendu son heure dans un hangar à Neuchâtel. Offert à Espace Passion, ce appareil a été transporté à Payerne et restauré entre 2002 et 2003.

### Hawker Hunter Mk. 58
Construit à Dunsfold, le J-4078 est arrivé en Suisse par les airs en 1959. En 1982, il a été modifié pour pouvoir tirer des missiles air-sol AGM-65B Maverick. Il a effectué son dernier vol le 16 décembre 1994, à Payerne. Offert à "La Cinquième Escadrille" en 1995 par les Forces aériennes, il a été transporté par camion à Arnex-sur-Orbe. Remonté, il a fait la fierté de l'inauguration de ce premier petit musée le 17 novembre 1995 et en fut la pièce maîtresse. Il a été transporté à Payerne en octobre 2002 et offert à la fondation.

### Hawker Hunter Trainer Mk. 68
Cet avion fait partie de la deuxième série d'acquisition de Hunter en Suisse. Après avoir volé dans la Royal Air Force comme monoplace F.4, il a été acheté en 1972 et transformé à Emmen en avion biplace J-4203. Il a dormi dans une caverne de 1995 à 2001, avant qu'il ne soit offert à la fondation par les Forces aériennes. Il a été transporté à Payerne par la route en novembre 2001, et au printemps 2004 il a reçu son immatriculation civile d'avion historique, HB-RVW. Depuis, il a effectué des vols de passagers et a participé aux meetings aériens AIR 04 et AIR 14. Après son dernier vol le 3 octobre 2014, il a été placé dans l'exposition statique du Musée Clin d'Ailes.

### Dassault Mirage III S
L'appareil J-2301 en exposition au musée est le seul Mirage-III-S, avec le J-2302, à avoir été construit en France chez Dassault. Tous les deux ont servi aux vols de réceptions et d'essais du Groupement de l'armement (GDA). Le 8 septembre 1972, le J-2301, muni d'un équipement spécial pour les essais de vol, est mis à la disposition de l'Équipe d'Expérimentation Aérienne (EEA) des troupes d'aviation. Le J-23012 a été offert à la fondation par les Forces Aériennes et a été transporté de Buochs à Payerne en 2002.

### Dassault Mirage III RS
l'appareil R-2117 en exposition au musée était équipé de quatre caméras montées dans son nez. Elles permettaient des prises de vues vers l'avant, en oblique et à la verticale. De nuit, il pouvait engager le conteneur LIRAS, un système de reconnaissance infrarouge aéroporté introduit en 1981. Le R-2117 a effectué son dernier vol de Buochs à Payerne en décembre 2003 et il a été offert à la fondation par les Forces aériennes en 2005.

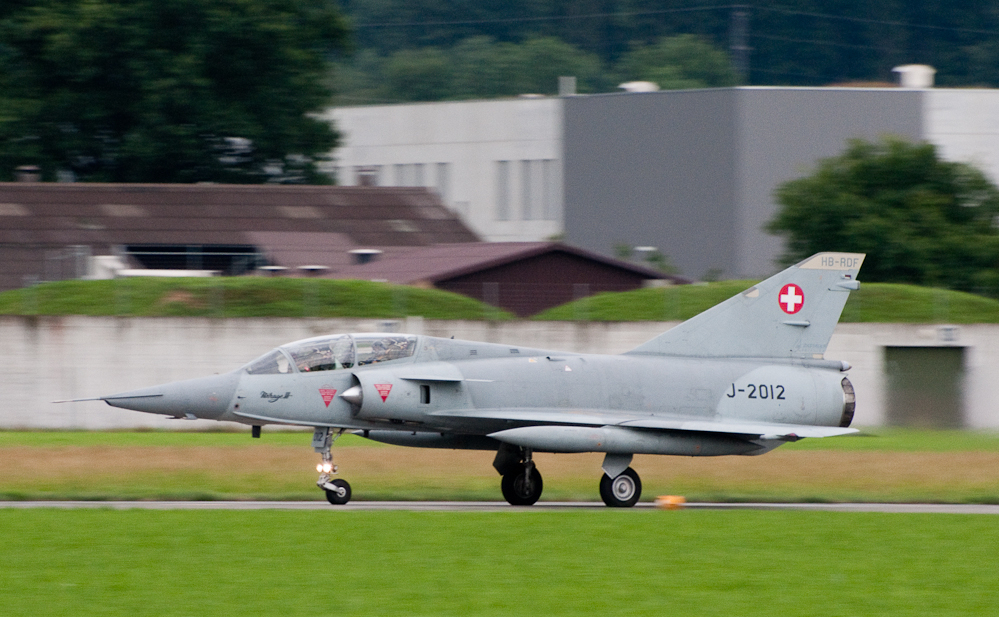
Le Dassault Mirage III-DS 'EMIR' (J-2012/HB-RDF) d'Espace Passion au décollage en 2010.

### Dassault Mirage III DS
L'appareil J-2012 est le seul Mirage-III au monde qui vole comme avion civil historique. Il porte l'immatriculation HB-RDF et est exploité par l'association Espace Passion. Ce magnifique avion fait partie de la deuxième série de Mirage biplaces des Forces aériennes. La première série de quatre avions porte la dénomination Mirage-III-BS, alors que la deuxième série de deux avions, introduite en 1980, porte la dénomination Mirage-III-DS (J-2011 et J-2012). Le J-2012 a effectué son dernier vol au service des Forces aériennes en décembre 2003, de Buochs à Payerne. Il a été offert à la fondation en 2005

### Northrop F-5 Tiger II
Le F-5 Tiger J-3057, avion de la première série, se trouve toujours dans l'inventaire des Forces aériennes suisses. Au milieu des années 1980, il a été modifié en même temps que tous les autres F-5 de la première série, pour les amener au standard de la deuxième série. Il a reçu alors des Leading Edge Extensions (LEX) agrandis et un nez aplati (Shark Nose). Le J-3057 a été prêté aux Forces aériennes autrichiennes où il volait de février 2005 au 24 juillet 2008, avec un emblème national autrichien, mais en gardant l'immatriculation J-3057. En avril 2015, 10 F-5, comprenant le J-3057, ont été mis hors service à cause des fissures dans la structure. En mars 2016, le musée de l'aviation militaire de Payerne a reçu le J-3057 en prêt.

### Pilatus PC-7 Turbo Trainer
Équipé par une turbine, le PC-7 se montre comme un avion d'école performant. Il est utilisé pour l'examen d'aptitude aéronautique (sélection) et l'instruction de base à l'école de pilotes. L'avion A-908 fait partie des 12 avions qui n'ont pas été modernisés par les Forces aériennes suisses en version NCPC-7. L'appareil a été donné au musée par les Forces aériennes en 2009.

### Sud Aviation SE 3130 Alouette II
L'Alouette V-43 fait partie de la première série de 15 Alouette-II acquise par les Forces aériennes en 1958. Le 19 avril 1979 son équipage a dû effectuer un atterrissage de secours à Naters. L'hélicoptère a été remis en état de vol et a continué ses engagements. En 1961 la V-43 a été immatriculée HB-XBI pour participer à la conférence d'Evian. Le 14 mars 1994 elle a été remise au Musée Suisse des Transports à Lucerne qui l'offrait en 2003 à la fondation du musée.

### Sud Aviation SE 3160 Alouette III
L'appareil V-282 en exposition au musée fait partie de la troisième série et était acquise par les Forces aériennes en 1974. La machine a été construite partiellement sous licence à la Fabrique fédérale d'avions à Emmen. Après son dernier vol en 2010, la V-282 a été offerte à la fondation du musée la même année.

### Simulateurs
Le musée de l'aviation militaire de Payerne, Clin d'Ailes, possède un nombre de simulateurs intéressants. Il s'agit de simulateurs d'anciens avions militaires. Quelques-uns sont toujours en état de marche. Mais il y a aussi des installations de simulation modernes pour le vol virtuel. La perle de la collection des simulateurs, c'est sûrement le simulateur de vol Mirage-III, ou SIMIR, qui a été mis en service à Payerne en 1967, parallèlement à l'introduction du Mirage dans les troupes d'aviation. En l'an 2000, après 62 000 heures de service et plus de 36 000 exercices, le SIMIR a été retiré et offert au musée. Celui-ci s'est donné comme objectif de remettre l'installation en état de fonctionnement, ce qui a été atteint en 2004.
D'autres simulateurs à découvrir sont le premier Link Trainer, un des premiers vrai simulateurs de vol, construit fin des années 1920. Les premiers pilotes militaires sur avions à réaction ont appris le vol aux instruments dans un modèle un peu plus récent du Link Trainer D-4, aussi connu sous le nom IFSIM (Instrumentenflug-Simulator). En plus, le musée possède en exposition le SINOR (Simulateur Noras) qui permettait l'instruction et l'entrainement de la tâche exigeante pour le pilote de guider le missile air-sol radioguidé AS 30 NORAS au but, ceci à l'aide d'un deuxième manche. On trouve également un simulateur du système d'armes Hughes TARAN, qui était intégré dans le Mirage-III-S. Le simulateur était couplé avec un radar monté sur le toit d'un hangar et permettait de chercher et acquérir des avions qui survolait la région de Payerne.

### Espace des Pionniers
L'espace des pionniers est plutôt dédié aux hommes qu'à la technique. Cette exposition temporaire qui change chaque année, fait la part belle aux pionniers de l'aviation militaire suisse. Les thèmes des années passées étaient "Les pilotes engagés dans les combats aériens au-dessus du Jura en mai-juin 1940 et "Walter Mittelholzer, pilote militaire, photographe aérien, voyageur et cofondateur de la Swissair".

### Espace Nicollier
Dans l'Espace Nicollier, le musée présente les quatre vols spatiaux du président de la fondation, l'astronaute suisse Claude Nicollier. Grâce à lui, le musée peut également présenter quelques pièces d'exposition uniques de l'astronautique.

### Autres expositions
Dans l'exposition du musée, les visiteurs peuvent trouver la reconstitution partielle d'un poste de commandement d'escadrille et d'engagement de l'époque de la guerre froide avec des éléments provenant de la base aérienne de Rarogne, utilisée à l'époque par l'Escadrille d'aviation 5. Une magnifique exposition de radios, une collection de maquettes de tous les avions ayant volé au sein des Forces aériennes suisses, une exposition d'insignes et les armes engagées par les avions exposés, complètent l'inventaire du musée Clin d'Ailes.

## Partenaires

### Espace Passion
L'association Espace Passion a comme but, en soutenant le Musée de l'Aviation Militaire de Payerne, de rassembler et conserver le patrimoine aéronautique militaire suisse. En lus, elle témoigne une forte volonté de perpétuer le souvenir des avions historiques militaires suisses en état de vol. Espace Passion est devenue l'organisation qui rassemble les compétences professionnelles nécessaires pour assurer l'entretien des anciens avions destinés à l'exposition et au vol.

### HB4FR
Le HB4FR "Clin d'Ailes" Swiss Air Force Museum HAM Radio Club est un club de radioamateurs, qui est étroitement lié au Musée de l'Aviation Militaire de Payerne "Clin d'Ailes". Le club expose du matériel radio historique militaire et civil, et exploite une station radioamateur performante, avec les indicatifs radioamateur HB4FR, HB9SPACE et HB9SOLAR. L'objectif de HB4FR est d'intéresser les jeunes, mais également le large public aux sciences, à la technique en général ainsi qu'à la radio et son histoire.

### Flight Simulator Center (FSC)
Le Flight Simulator Center (FSC) comprend deux stations. Il est installé dans une cabine vitrée et doté d'ordinateurs puissants et de grands écrans permettant des initiations au vol virtuel. Le FSC est exploité par une association de spécialistes de la discipline. On y trouve du matériel informatique haut de gamme tel que des traqueurs d'orientation pour suivre les mouvements de tête dans la simulation, des contrôleurs de jeu parmi les plus précis du marché, des écrans géants, une sonorisation adéquate, et plus encore. Une occasion unique de vivre un vol virtuel sur un niveau semi-professionnel. Le site Internet spécifique du FSC est: www.fscenter.ch

### Virtual Flight Simulation (VFS)
Lors d'occasions spéciales, le groupe du Virtual Flight Simulation (VFS) offre aux intéressés une initiation gratuite au vol virtuel avec une simulation de l'avion Pilatus PC-7 exposé au musée.

### Musée Européen de l'Aviation de Chasse (MEAC)
Depuis le 4 novembre 2006, le Musée Clin d'Ailes est jumelé avec le Musée Européen de Chasse (MEAC) à Montélimar. Ce jumelage se manifeste en soutien mutuel pour enrichir les expositions respectives. Le musée de Payerne et le musée de Montélimar ont effectué plusieurs échanges d'avions au fil du temps. Les visiteurs du MEAC peuvent découvrir un "hangar suisse" où se trouvent un Mirage-III-S (J-2304), un Mirage-III-RS (J-2103) et un Mirage-III-BS (J-2001) qui volaient à l'époque au sein des Forces aériennes suisses.

## Activités
- Chaque année, pendant 2–3 semaine de la période de mai à septembre, l'association Espace Passion opère le Mirage-III-DS en service de vol.
- Chaque printemps, le musée Clin d'Ailes lance la nouvelle saison avec des journées spéciales.
- Au début octobre le musée organise des "Space Days" avec des écoliers. Leurs travaux sont ensuite exposés au musée pour une courte durée.
- Le musée comprend une boutique dans laquelle on peut acheter des maquettes et des accessoires.
- Le musée possède une salle de conférence pour 80 personnes.
- Sur demande, le musée peut héberger des événements d'entreprise ou groupes privés.